# Фодза
Фо́дза, Фоца (итал. Foza) — коммуна в Италии, располагается в провинции Виченца области Венеция.
Население составляет 731 человек (2008 г.), плотность населения составляет 21 чел./км². Занимает площадь 35 км². Почтовый индекс — 36010. Телефонный код — 0424.
В коммуне Фодза 15 августа с особым благоговением празднуется Успение Пресвятой Богородицы. 
В XIII-XVIII веках город входил в состав Федерации Семи Общин на юге Тироля (Фодза, Азиаго, Галлио, Лузиана, Роана, Ротцо, Энего). ФСО была декларирована в 1310 году, de facto же существовала ещё с 1259 года. 20 февраля 1404 года Федерация Семи Общин объявила о присоединении к Венецианской республике, которая, со своей стороны, гарантировала их привилегии в течение следующих четырёх сотен лет. Соблюдалась гарантия чуть дольше: 403 года. Федерация была ликвидирована "наглой волею" Наполеона I, по его приказу, в 1807 году. На Венском конгрессе справедливость не была восстановлена - и территория Федерации отошла к Австрийской империи. 21 октября 1866 года, после поражения Австрии, территория ФСО была присоединена к Итальянскому королевству. Ныне она известна как «Семь муниципалитетов Плато» и в 2006 году была поделена между провинциями Виченца и Тренто. Фодза осталась в провинции Виченца.

## Демография
Динамика населения:

## Города-побратимы
- Нойфарн-ин-Нидербайерн, Германия
- Синнаи, Италия

## Администрация коммуны
- Официальный сайт: